# Ditha proxima
Ditha proxima es una especie de arácnido del orden Pseudoscorpionida de la familia Tridenchthoniidae.

## Distribución geográfica
Se encuentra desde Vietnam hasta Nepal.